# Kuća Alačević u Makarskoj
Kuća Alačević  u gradiću Makarskoj, Prvosvibanjska ulica 19, 41 i 43 , zaštićeno kulturno dobro.

## Opis dobra
Stambena dvokatnica „L“ tlocrtne dispozicije s ograđenim dvorištem izgrađena je u XVIII. stoljeću. Kuća oblikovanjem pokazuje sve odlike kasnobaroknoga stila, što se posebno očituje u bogato ukrašenim balkonima s kamenom ogradom od stupića kruškolikog oblika i ugaonih stupića ukrašenih palmetama. Na balkonu je grb obitelji u baroknoj kartuši, a u dvorištu vanjsko stubište s kamenom ogradom. Osim stambene, kuća je izvorno imala i gospodarsku namjenu, u nekadašnjoj dobro uređenoj i prostranoj konobi su dvije polukružne zidne niše u kojima su stajale preše za ulje i vino.

## Zaštita
Pod oznakom Z-7242 zaveden je kao nepokretno kulturno dobro - pojedinačno, pravna statusa zaštićena kulturnog dobra, klasificirano kao "javne građevine".